# Götene socken
Götene socken i Västergötland ingick i Kinne härad, uppgick 1952 i Götene köping och området ingår sedan 1971 i Götene kommun och motsvarar från 2016 Götene distrikt.
Socknens areal var 11,78 kvadratkilometer varav 11,77 land. År 1947 fanns här 2 266 invånare. Tätorten Götene med sockenkyrkan Götene kyrka ligger i socknen.

## Administrativ historik
Socknen har medeltida ursprung. 
Vid kommunreformen 1862 övergick socknens ansvar för de kyrkliga frågorna till Götene församling och för de borgerliga frågorna bildades Götene landskommun. Landskommunen ombildades 1952 till Götene köping som 1971 ombildades till Götene kommun. Församlingen utökades 2002.
1 januari 2016 inrättades distriktet Götene, med samma omfattning som församlingen hade 1999/2000.  
Socknen har tillhört län, fögderier, tingslag och domsagor enligt vad som beskrivs i artikeln Kinne härad. De indelta soldaterna tillhörde Skaraborgs regemente, Höjentorps kompani och Västgöta regemente, Vadsbo kompani.

## Geografi
Götene socken ligger sydost om Kinnekulle. Socknen är en odlingsbygd med skog i öster.

## Fornlämningar
Från järnåldern finns gravar och ett gravfält, stensättningar och domarringar.

## Namnet
Namnet skrevs 1397 Götene och kommer från kyrkbyn. Efterleden innehåller vin, 'betesmark; äng'. Förleden kan innehålla  gjuta syftande på något vatten.